# 三井石油開発
三井石油開発株式会社（みついせきゆかいはつ）は、三井グループ17社によって設立された石油開発会社。同時期に各企業グループによって設立された石油開発会社が業績不振から相次いで系列商社等に子会社化されるなか、唯一自律的な発展を遂げた。
旧三井鉱山より現物出資を受けたタイランド湾沖のガス権益を発展させたガス・コンデンセート田開発事業が主力。

## 沿革
- 1969年（昭和44年）7月 ‐ 三井グループ17社によって設立。
- 1981年（昭和56年）10月 - タイ沖エラワンガス田ガス・コンデンセートの生産開始。
- 1988年（昭和63年）10月 - ノルウェー領北海の生産鉱区Block2/1&7/12の権益5%を取得。
- 1990年（平成2年）6月 - ノルウェー領Block 2/1&7/12のGyda油田生産開始。
- 1999年（平成11年）8月 - タイ沖Block 12/27のパイリンガス田生産開始
- 2001年（平成13年）7月 - タイ沖Plamuk, Kaphong油ガス田から原油の生産開始。
- 2002年（平成14年）5月 - 米国パドレアイランドで天然ガス生産開始。
- 2021年（令和3年）12月 - 三井物産が経済産業省から株式を追加取得。
- 2023年（令和5年）7月 - 北海道蘭越町で地熱発電に係る調査現場から水蒸気が噴出。居合わせた1人が硫化水素中毒となり病院へ搬送[1]。

## 歴代社長
- 若杉末雪
- 池田芳蔵
- 熊野修一
- 青木三良
- 由利淳三郎
- 江口和夫
- 濵本浩孝